# Andrijiwka (rejon jarmoliński)
Andrijiwka (pol. Andrzejówka) – wieś na Ukrainie, w obwodzie chmielnickim, w rejonie jarmolińskim.